# Система Лемана — Георгиева
Система Лемана—Георгиева (или супер-блиц) — система разработанная совместно Александром Леманом и Александром Георгиевым для распределения мест в случае равенства очков, а также других показателей у участников шашечных турниров.

## Применение
В случае равенства очков у участников, а также других показателей, между ними проводится тай-брейк из нескольких партий до победы одного из них. Контроль времени при этом — на все партии 5—15 минут плюс 2 секунды за ход. Применяется на крупных международных турнирах, например, на чемпионате мира по международным шашкам 2017 года среди мужчин и среди женщин, чемпионате Африки 2014 года, в матче за звание чемпиона мира матче за звание чемпиона мира между Зоей Голубевой и Тамарой Тансыккужиной, на чемпионате мира среди женщин 2019 года.
Применяется также для определения победителя матча при плей-офф.